# Hope You Get Lonely Tonight
«Hope You Get Lonely Tonight» — песня американского кантри-певца Коула Суинделла, вышедшая 24 марта 2014 года в качестве 2-го сингла с первого студийного альбома Cole Swindell (2014).
Сингл достиг первого места в кантри-чарте Country Airplay. Суинделл написал песню вместе с Brian Kelley и Tyler Hubbard из группы Florida Georgia Line и Michael Carter.

## История
Песня получила положительные отзывы музыкальной критики и интернет-изданий: Taste of Country, Roughstock.
«Chillin' It» дебютировал на позиции № 27 в американском кантри-чарте Billboard Hot Country Songs в неделю с 1 февраля 2014 года. Он также дебютировал на № 57 в хит-параде Billboard Country Airplay в неделю с 22 марта 2014 года. Тираж превысил 617,000 copies копий в США к октябрю 2014 года.

## Видео
Музыкальное видео поставил режиссёр Peter Zavadil.

## Чарты и сертификации
| Чарт (2014)                         | Высшая позиция |
| ----------------------------------- | -------------- |
| Канада (Billboard Canadian Hot 100) | 74             |
| Канада (Billboard Country)          | 6              |
| США (Billboard Hot 100)             | 50             |
| США (Billboard Country Airplay)     | 1              |
| США (Billboard Hot Country Songs)   | 7              |

| Чарт (2014)                      | Позиция |
| -------------------------------- | ------- |
| US Country Airplay (Billboard)   | 7       |
| US Hot Country Songs (Billboard) | 21      |

| Регион | Сертификация | Продажи   |
| --- | ------------ | --------- |
| Канада (Music Canada) | Золотой      | 80,000^   |
| США (RIAA) | Платиновый   | 1 000 000 |
| * Данные о продажах приведены только на основе сертификации. ^ Данные о тиражах приведены только на основе сертификации. |              |           |